# Twierdzenie Nagaty-Smirnowa
Twierdzenie Nagaty-Smirnowa – twierdzenie noszące nazwiska Jun-itiego Nagaty i Jurija Smirnowa o metryzacji przestrzeni topologicznych:
przestrzeń Hausdorffa jest metryzowalna wtedy i tylko wtedy, gdy jest regularna i ma bazę σ-lokalnie skończoną.
Wzmocnieniem twierdzenia Nagaty-Smirnowa jest twierdzenie Binga.